# ¿Qué tengo que hacer?
«Qué Tengo Que Hacer» es el cuarto sencillo promocional de la banda sonora Talento de barrio, perteneciente a la película con nombre homónimo de Daddy Yankee. En este disco, ocupa la pista n.º 8.

## Canción
El 22 de noviembre de 2008, en una entrevista, Yankee anunció que sacará la versión "Mundial" de Talento de barrio y que grabarían el video de esta canción, ya que el público lo pedía. Posiblemente, entre esta canción y "Temblor", estaba el cuarto sencillo del álbum. Se realizó un remix de esta canción, junto al dúo de reguetón Jowell & Randy, y otro remix junto a Omega El Fuerte aparte, en Premios Lo Nuestro de 2019 se hizo una versión con Yandel.

## Video oficial
El videoclip de Daddy Yankee fue estrenado el 17 de marzo de 2009, el mismo día del esperado estreno del video "The Chosen y Virtual diva" de Don Omar.
El video fue grabado en una playa de las Islas Vírgenes de los Estados Unidos y se puede ver a Daddy interpretando la canción y algunas mujeres. La versión remix del video, junto a Jowell & Randy, salió el 26 de mayo de 2009 y se puede ver a Musicólogo & Menes.

## Listas musicales de canciones
| Listas (2009)                       | Máxima posición |
| ----------------------------------- | --------------- |
| U.S. Billboard Hot Latin Songs      | 21              |
| U.S. Billboard Latin Rhythm Airplay | 2               |
| Argentina Top 100                   | 1               |
| Honduras Top 100 Singles            | 1               |